# Willow Springs Township (Missouri)
Willow Springs Township est un ancien township du comté de Howell, situé dans le sud du Missouri, aux États-Unis,, à la frontière avec le Tennessee.
La partie nord-ouest du township est formée avant 1873. Le township est probablement nommé en référence aux sources, dorénavant connues en tant que Rowe Spring
.

## Source de la traduction
- (en) Cet article est partiellement ou en totalité issu de l’article de Wikipédia en anglais intitulé « Willow Springs Township, Howell County, Missouri » (voir la liste des auteurs).